# Euphorbia arida
Euphorbia arida är en törelväxtart som beskrevs av Nicholas Edward Brown. Euphorbia arida ingår i släktet törlar, och familjen törelväxter. Inga underarter finns listade i Catalogue of Life.

## Bildgalleri

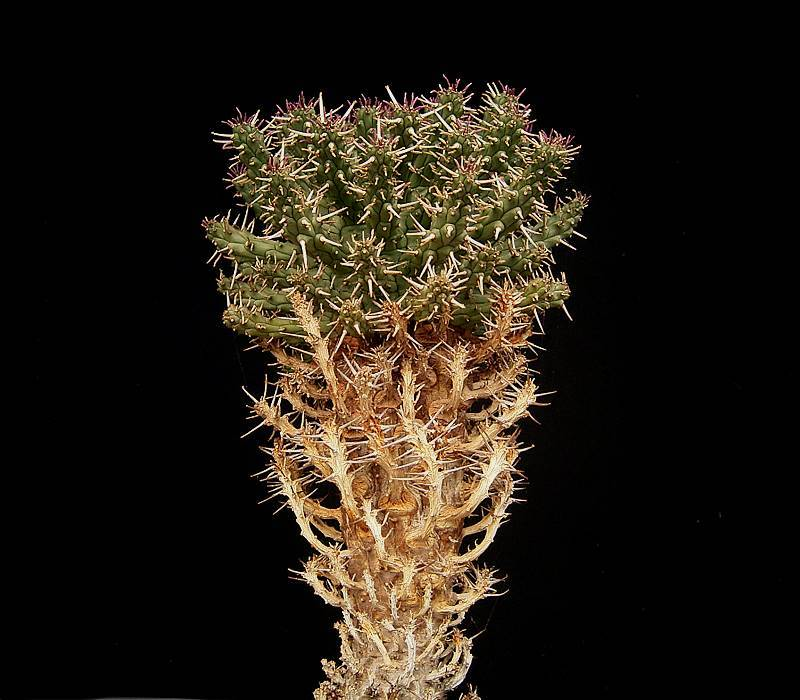
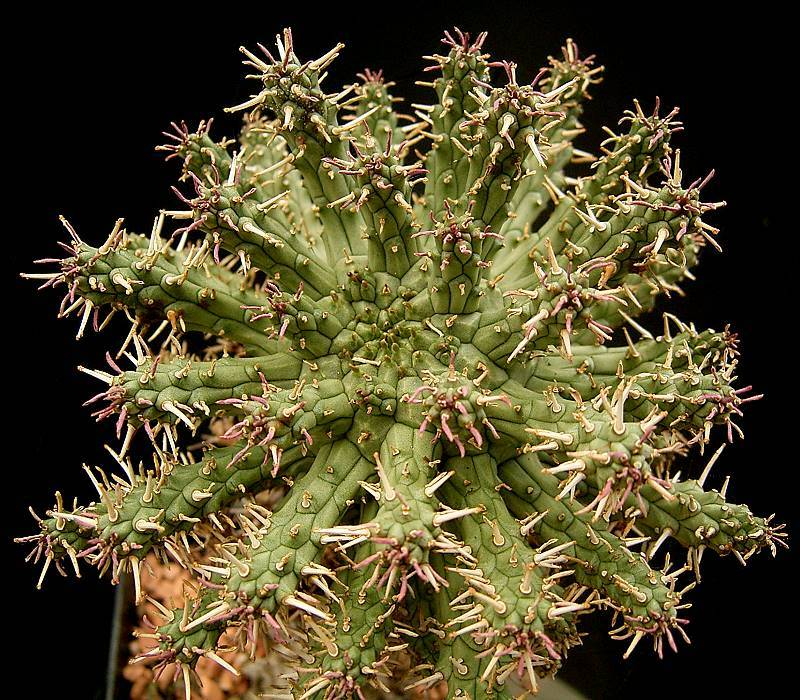